# 滅世男孩
《滅世男孩》（英語：Boy Kills World）是一部2023年美國動作喜劇驚悚片，由莫里茲·莫爾（Moritz Mohr，長片導演處女作）執導，劇本由泰勒·伯頓·史密斯（Tyler Burton Smith）和阿倫德·雷默斯（Arend Remmers）編寫，改編自莫爾及雷默斯創作的同名短片。電影主演陣容包括比爾·斯卡斯加德、潔西卡·羅瑟、米歇尔·道克瑞、芳姬·詹森、沙托·科普利、布雷特·吉尔曼、以賽亞·穆斯塔法與安德魯·小路；講述了男孩的全家遭人殺害，也導致自己聾啞。在接受神秘薩滿的武術訓練下，男孩習得一身武藝，發誓為家人復仇。
《滅世男孩》在2023年多倫多國際影展舉行全球首映，並由獅門和路邊景點影業排定2024年4月26日在美國上映。

## 劇情
男孩從小和他的母親及妹妹米娜住在一個反烏托邦城市中。他和米娜經常玩街機遊戲並描繪未來的美好生活。這個城市由范德科伊家族統治，包括希爾達、她的孩子梅蘭妮和吉迪恩，以及梅蘭妮的丈夫葛倫。每年，希爾達都會挑選12個市民參加名為「大屠殺」（The Culling）的活動，在活動中這12個人會被當眾處決。某次，希爾達抓走了男孩、米娜和他們的母親，並當場殺死了米娜和母親，但將男孩打成重傷，並使他失去聽力和語言能力。之後，一位不知名的薩滿找到了男孩並將他救活。
多年後，長大成人的男孩仍然在薩滿的指導下訓練，目的是復仇，他經常出現妹妹米娜的幻覺。在城市中，男孩看到葛倫和吉迪恩前來抓捕當年的「大屠殺」受害者，並無意中引發了一場由范德科伊家族執行者茱妮27主導的大屠殺。男孩跟隨吉迪恩的車來到一個倉庫，並在這裡遭遇了葛倫和他手下的攻擊。男孩擊敗了這些人並救出了一名俘虜班尼，他們一起審問了葛倫。葛倫透露希爾達每年都會舉辦派對來掩護「大屠殺」的進行，隨後葛倫在班尼無意間失手中被殺。
班尼帶著男孩前往抵抗組織，但他們發現除了一個叫芭蕉的人以外，其他成員都已被范德科伊家族殺害。三人潛入范德科伊家族的宅邸，男孩殺入希爾達的餐廳，但發現所殺的是希爾達的替身。吉迪恩透露，這個派對其實是一個陷阱，用來捕捉任何試圖殺死希爾達的人，隨後男孩被茱妮27俘虜。吉迪恩表明自己想幫助男孩，並解釋希爾達的所作所為都是為了保護自己免受薩滿的威脅。男孩在關鍵時刻成功逃脫並殺死了梅蘭妮，而班尼也在戰鬥中犧牲。
男孩和芭蕉終於找到了希爾達的藏身之處，但卻發現希爾達透露自己其實是男孩的母親，並告訴他，他當年所記得的事情都是被薩滿故意扭曲的事實。原來男孩曾經被希爾達逼迫殺害異議分子，最後薩滿抓住男孩並對他進行了心理控制，使他相信希爾達是殺害他家人的兇手。茱妮27其實是男孩的妹妹米娜，她選擇了背叛家族，最終和男孩一起殺死了希爾達並成功逃脫。
在片尾彩蛋中，男孩和米娜被揭示仍然存活，並在他們的童年家中一起吃早餐。

## 演員
- 比爾·斯卡斯加德飾演男孩（Boy）
  - 尼可拉斯（Nicholas）和卡麥隆·克羅維蒂飾演年幼的男孩
  - 亨利·詹·本傑明（英语：H. Jon Benjamin）飾演男孩的「內心聲音」
- 潔西卡·羅瑟飾演茱妮27（June 27）
- 米歇尔·道克瑞飾演梅蘭妮·范德科伊（Melanie van der Koy）
- 芳姬·詹森飾演希爾達·范德科伊（Hilda van der Koy）
- 沙托·科普利飾演葛倫·范德科伊（Glen van der Koy）
- 布雷特·吉尔曼飾演吉迪恩·范德科伊（Gideon van der Koy）
- 以賽亞·穆斯塔法（英语：Isaiah Mustafa）飾演班尼（Benny）
- 安德魯·小路飾演芭蕉（Basho）
- 亞洋·魯辛（英语：Yayan Ruhian）飾演薩滿
- 奎茵·科普蘭（Quinn Copeland）飾演米娜（Mina）

## 製作
編導莫里茲·莫爾（Moritz Mohr）向雷米製片公司（Raimi Productions）的山姆·雷米和眩暈娛樂的羅伊·李分別推薦了名為《滅世男孩》的短片及預覽影片，他們對此印象深刻，隨後同意與恩提巴影業（Nthibah Pictures）及錘石試片室（Hammerstone Studios）合作，將《滅世男孩》改編成長片。猎户座影业原本參與其中，但在COVID-19疫情發生後退出。
本片的消息於2021年10月7日對外宣布，演出陣容包括比爾·斯卡斯加德、薩瑪拉·威明和亞洋·魯辛。恩提巴執行長西蒙·斯沃特（Simon Swart）在一份聲明中表示，本片將「參照最好的圖像小說，將現實世界的主題以及新鮮、酷炫和原創的風格化外觀結合起來。」2021年10月28日，以賽亞·穆斯塔法加入演出陣容。2022年1月，安德魯·小路確認參演，潔西卡·羅瑟取代了因日程衝突而退出的威明。電影2022年2月14日在南非開普敦開始主要拍攝。2022年3月，芳姬·詹森、布雷特·吉尔曼、沙托·科普利、奎茵·科普蘭（Quinn Copeland）、尼可拉斯（Nicolas）和卡麥隆·克羅維蒂（Cameron Crovetti）雙胞胎，以及米歇尔·道克瑞確認出演本片。
據2023年8月的報導，瑞典作曲家路德維格·福塞爾（Ludvig Forssell）被聘來為本片的配樂譜寫曲目。

## 發行
《滅世男孩》2023年9月9日在多倫多國際影展舉行全球首映。2024年1月，獅門和路邊景點影業獲得了本片的美國發行權，定檔2024年4月26日於院線上映。

## 反響

### 票房
在美國和加拿大，《滅世男孩》與《無名英雄》和《挑戰者》一起上映，外界預計本片首映週末票房約200萬至300萬美元。本片首日票房為81.9萬美元，其中提前場票房為50萬美元。首映票房開盤為160萬美元。

### 評價
本片在爛番茄網站上根據150名影評人的評分，新鮮度達59%，平均得分5.6／10。該網站的共識影評：「在比爾·斯卡斯加德全力以赴表演的支撐下，《滅世男孩》貢獻了足夠的動作刺激，也許能抵銷其單薄的人物和可預測的情節。」在Metacritic網站上，電影根據27名影評人的評分，取得47分（滿分100），象徵「好壞參半的評價」。

## 外部連結
- 官方网站
- 互联网电影数据库（IMDb）上《滅世男孩》的资料（英文）